# Träflugor
Träflugor (Clusiidae) är en familj i insektsordningen tvåvingar som tillhör underordningen flugor. Typsläktet för familjen är Clusia, beskrivet av Haliday år 1838.  

## Kännetecken
Träflugor är små och slank byggda flugor med karakteristiska antenner. Proportionellt sett känneteckas de också av stora vingar och fasettögon, samt relativt långa ben. Kroppslängden varierar mellan arterna från omkring 2,5 till 6 millimeter. Färgen på kroppen är ofta gulaktig eller svartaktig och många arter har mer eller mindre tydliga mörka fläckar på vingarna, men det finns också en del arter som är helt bleka. 

## Utbredning
Nästan hälften av arterna finns i den neotropiska regionen. I Sverige finns det 11 arter.

## Levnadssätt
De flesta arter är skogslevande, eller förekommer i områden med blandad skog- och gräsmark. Hanarna uppvisar i samband med fortplantningen ofta ett enkelt revirbeteende, på så sätt att en lämplig del av en stock eller några grenar försvaras gentemot andra hanar. Detta i syftet att innehavaren av området ensam ska få fortplanta sig med honorna där. Efter parningen lägger honan ägg, vilka är långsmala till formen och vanligen tre eller fyra gånger så långa som breda, under barken eller i död ved av olika lövträd. Där lever också larverna. Som andra tvåvingar har träflugorna fullständig förvandling och genomgår efter sitt larvstadium också ett puppstadium innan de blir fullbildade insekter.